# Manchester Oxford Road
Manchester Oxford Road – stacja kolejowa w Manchesterze, w Anglii, stykająca się od wschodu z wiaduktem ponad tytułową uniwersytecką ulicą Oxford Road w ciągu drogi A34.
Przebudowana w 1960.
Stacja posiada 5 peronów i obsługuje 0.562 mln pasażerów.